# Antijorden
Antijorden, eller på grekiska: "Antichthon", är en hypotetisk himlakropp i Solsystemet, först påtänkt av grekiske filosofen  Filolaos under Antiken, som stöd för hans teori om att alla himlakroppar kretsade runt Centralelden.

Från "Dante and the Early Astronomers" av M. A. Orr, 1913.

Runt år 500 före Kristus menade många grekiska filosofer att Jorden var rund – vilket man noterat vid studier av horisonten. Detta innebar att allt på Jorden på något vis var tvunget att dras till dess medelpunkt, annars skulle de ramla av. Dessutom behövde andra föremål, som stjärnor och planeter, sväva ovanför Jorden i förhållande till dess medelpunkt, annars skulle de försvinna bort. Detta ledde till en geocentrisk världsbild.

## Vetenskaplig analys

Diagram över ett modernare koncept, en himlakropp i samma omloppsbana som Jorden. men 180° bort.

Om en sådan himlakropp verkligen fanns, skulle den vara dold bakom Solen (sett  från Jorden), men ändå gått att spåra på grund av dess gravitations påverkan på andra himlakroppar i Solsystemet. Inte heller antas de rymdsonder människan skickat mot exempelvis Venus eller Mars kunnat nå sina mål om en sådan himlakropp fanns, då det inte förekom i beräkningen för rymdsondernas färder.
Däremot i science fiction-filmer som Doppelgänger från 1969 och Another Earth från 2011 upptäcks en sådan himlakropp.

### Fotnoter
1. ↑  Harley, John Brian; Woodward, David (1987). The History of Cartography: Cartography in prehistoric, ancient, and medieval Europe and the Mediterranean. "1". Humana Press
2. ↑  Harley and Woodward, pp. 136-146.